# SC Bann
Der Schachclub 1975 Bann e. V. ist ein Schachverein aus der pfälzischen Ortsgemeinde Bann im Landkreis Kaiserslautern.
Der Verein wurde im Sommer 1975 im Rupert Rutz Cafe in Bann gegründet. Der größte Erfolg in der Vereinsgeschichte war der Aufstieg in die 1. Deutsche Schachbundesliga, nachdem man in der Saison 2005/06 in der 2. Liga Süd Meister wurde. Der Verbleib in der höchsten deutschen Spielklasse währte jedoch nur ein Jahr, denn Bann beendete die Saison auf einem Abstiegsplatz. Bekannte ehemalige Spieler des Vereins sind zum Beispiel die Schach-Großmeister Dimitri Bunzmann, Alexandre Dgebuadze, Sipke Ernst, Florian Jenni, Miloš Jirovský, Aloyzas Kveinys, Viktor Láznička, Georg Meier, Petar Popović, Roman Slobodjan, Jiří Štoček, Lothar Vogt und Luc Winants.
Zur Saison 2018/19 waren die drei stärksten Spieler des SC Bann:
| Schachspieler       | Elo  | DWZ  |
| ------------------- | ---- | ---- |
| IM Radoslav Doležal | 2361 | 2394 |
| IM Jiří Nun         | 2315 | 2265 |
| IM Miloš Možný      | 2293 | 2282 |